# Raphael Tracey
Raphael Tracey (6 de febrer de 1904 - 6 de març de 1975) fou un futbolista estatunidenc. Va formar part de l'equip estatunidenc a la Copa del Món de 1930.